# TIRA (radar)
TIRA (Tracking & Imaging Radar) – niemiecki eksperymentalny radar do wykrywania i śledzenia obiektów kosmicznych i powietrznych; jeden z dwóch największych na świecie radarów o takim zastosowaniu, obok amerykańskiego radaru Haystack. Położony koło miejscowości Wachtberg, między Kolonią a Koblencją. TIRA należy do Instytutu Fizyki Wysokich Częstotliwości i Technik Radarowych Towarzystwa Fraunhofera.
Stanowi podstawę naziemnego segmentu europejskiego systemu informacji o sytuacji w przestrzeni kosmicznej, tzw. space situational awarness.
Radar może pracować na falach o długości 22,5 centymetra (1,33 GHz, pasmo L) i 1,8 cm (16,7 GHz, pasmo Ku). Jego antena jest w całości ukryta pod kopułą o średnicy 49 metrów. Sama antena paraboliczna ma 34 metry średnicy i ogniskową 9 metrów. W położeniu poziomym do gruntu, wysokość od podłoża do osi anteny wynosi 30 metrów.
Tryb śledzenia:
- pasmo L, 1,333 GHz
- moc impulsu 1 MW
- wiązka 0,45º 3dB
- długość impulsu 1 milisekunda, z powtarzalnością 30 Hz
- zdolność wykrywania obiektów o wielkości 2 cm na orbicie o wysokości 1000 km

Tryb zobrazowania:
- pasmo Ku, 16,7 GHz
- moc impulsu 13 kW
- wiązka 0,0,31º 3dB
- długość impulsu 255 sekund z powtarzalnością 55 Hz
- rozdzielczość około 15 cm